# Haus Hainburg

Haus Hainburg (Südansicht)

Haus Hainburg ist eine historische Villa in der hessischen Gemeinde Schlangenbad. Sie wurde 1876 nach Plänen des aus Hannover stammenden königlichen Baurates Edwin Oppler errichtet. Auftraggeber war der jüdische Hamburger Bankier Albert Cohen, mit dessen Tochter Oppler verheiratet war. Als Standort wählte er eine Hanglage an der nördlichen Seite des Oberen Kurparks.
Wie in seinem gesamten Werk bediente Oppler sich auch bei diesem Haus neugotischer Gestaltungselemente. Er errichtete aus rotem Granit einen hochgezogenen dreigeschossigen Bau, der von einem steilen Walmdach abgeschlossen wird. An der zum Kurpark gewandten Südseite setzte er dem Haus einen spitzgiebeligen Mittelflügel und einen runden Eckturm vor. Diese beiden Elemente und das unverputzte Mauerwerk verleihen dem gesamten Gebäude wehrhaften Charakter.
1958 wurde das Haus zu einem Hotel umgebaut. Heute befinden sich Ferienwohnung-Appartements darin.